# Вангерланд
Вангерланд (њем. Wangerland) општина је у њемачкој савезној држави Доња Саксонија. Једно је од 7 општинских средишта округа Фрисланд. Према процјени из 2010. у општини је живјело 10.105 становника. Посједује регионалну шифру (AGS) 3455020.

## Географски и демографски подаци
Вангерланд се налази у савезној држави Доња Саксонија у округу Фрисланд. Општина се налази на надморској висини од 2 метра. Површина општине износи 175,4 km². У самом мјесту је, према процјени из 2010. године, живјело 10.105 становника. Просјечна густина становништва износи 58 становника/km².